# Algoso, Campo de Víboras e Uva
Algoso, Campo de Víboras e Uva (oficialmente: União das Freguesias de Algoso, Campo de Víboras e Uva) é uma freguesia portuguesa do município de Vimioso, com 96,53 km² de área e 490 habitantes (censo de 2021). A sua densidade populacional é 5,1 hab./km².

## História
Foi criada aquando da reorganização administrativa de 2013, resultando da agregação das antigas freguesias de Algoso, Campo de Víboras e Uva.

## Demografia
A população registada nos censos foi:
| Distribuição da População por Grupos Etários | Distribuição da População por Grupos Etários | Distribuição da População por Grupos Etários | Distribuição da População por Grupos Etários | Distribuição da População por Grupos Etários | Distribuição da População por Grupos Etários |
| -------------------------------------------- | -------------------------------------------- | -------------------------------------------- | -------------------------------------------- | -------------------------------------------- | -------------------------------------------- |
| Antes da agregação                           |                                              |                                              |                                              |                                              |                                              |
| Ano                                          | 0-14 anos                                    | 15-24 anos                                   | 25-64 anos                                   | >= 65 anos                                   | Total                                        |
| 2001                                         | 44                                           | 36                                           | 264                                          | 252                                          | 596                                          |
| 2011                                         | 37                                           | 31                                           | 202                                          | 297                                          | 567                                          |
| Após a agregação                             |                                              |                                              |                                              |                                              |                                              |
| Ano                                          | 0-14 anos                                    | 15-24 anos                                   | 25-64 anos                                   | >= 65 anos                                   | Total                                        |
| 2021                                         | 18                                           | 25                                           | 177                                          | 270                                          | 490                                          |

## Localidades
A freguesia é composta por seis aldeias:
- Algoso
- Campo de Víboras
- Mora
- Vale de Algoso
- Vila Chã
- Uva